# Неокомунизам
Неокомунизам је израз који се користи у најширем смислу, пре свега у контексту држава  Европе рестаурације капитализма, означава настојања да се комунизам тј. бољшевички социјализам рехабилитује као политичка идеологија или прилагоди новим околностима тзв. неолибералног капитализма тј. глобализацији, односно деломично или у потпуности рестауира као један од облика друштвено-политичких уређења европских држава. У том смислу се разликују два основна значења.
Неокомунизам тј. необољшевички социјализам у свом првом смислу има пежоративни израз, то обично долази из кругова деснице, која користи овај израз како би описала настојања дела европске левице да неке темеље модерног капитализма и либералне демократије доведу у питање; тим се изразом имплицитно или експлицитно сугерише како левичари тј. необољшевички социјалисти имају за свој крајњи циљ обнову тоталитарног друштвеног поретка, односно да би он настао уколико се њиховим настојањима и деловањем не стане на пут. Из такве политике проистичке забрана истицања комунистичких (бољшевичких) симбола и промовисање комунистичке тј. бољшевичке идеологије у Пољској, Мађарској, Литванији, Летонији, Украјини, Грузији, Индонезији итд. У таквим државама комунистичка идеологија има једнаку негативну политичку и законску конотацију као националсоцијализам тј. нацизам и фашизам.
У нешто ужем смислу се под тим изразом подразумевају тзв. "нереформисане" комунистичке партије, односно наследнице некадашњих владајућих политичких странака у бившем Источном блоку, односно опозиционе комунистичке партије у Западној Европи које своју идеолошку платформу након 1989. године и пада комунизма тј. бољшевичког социјализма нису променуле политику према центру (социјалдемократији, либерализаму и слободном тржишту) него су и даље у одређеној мери задржали начела марксизма-лењинизма (бољшевизма). Као један од најпознатијих примера се наводи Социјалистичка партија Србије (1990—2000) у време владавине Слободана Милошевића, током којег је партија све више идеолошки и друштвено-политички слабила претварајући државу у друштвено-политички облик полусоцијализма са капиталистичким карактеристикама. Овакав друштвено-политички систем усред економских санкција, ратова и декадентних друштвених појава попут повећаног криминала и ратног профитерства доводи до пада режима 5. октобра 2000. године, када на власт долази ДОС. Данас једна од примера неокомунистичке партије је Kомунистичка партија Чешке и Моравске.
У свом другом значењу, које се пре свега користи у контексту постсовјетских држава, под неокомунизмом тј. необољшевичким социјализмом подразумевају се настојања да се створи нова идеологија, односно друштвено уређење која би се делом темељило на некадашњем комунизму тј. бољшевичком социјализму (марксизму-лењинизму, лењинизму, троцкизму, стаљинизму, титоизму, маоизму итд), али које би се такође прилагодило новој технологији и економским околностима, односно усвојило начела децентрализације и других идеолошких праваца као што су анархизам и зелена политика.

## Повезани чланци
- посткомунизам
- неонацизам
- неофашизам
- неоконзервативизам
- неолиберализам
- лустрација
- културни марксизам